# Fedorovka Aūdany
Fedorovka Aūdany är ett distrikt i Kazakstan.   Det ligger i oblystet Qostanaj, i den nordvästra delen av landet, 600 km väster om huvudstaden Astana.